# Пітер П'єтрас
Пітер Пауль П'єтрас (англ. Peter Paul Pietras, 21 квітня 1908, Трентон — 15 квітня 1993, Трентон) — американський футболіст, що грав на позиції півзахисника за клуб «Філадельфія Герман-Американс», а також національну збірну США.

## Клубна кар'єра
У футболі дебютував 1933 року виступами за команду «Філадельфія Герман-Американс», кольори якої і захищав протягом усієї своєї кар'єри гравця, що тривала шість років. 

## Виступи за збірну
1934 року дебютував в офіційних матчах у складі національної збірної США. Протягом кар'єри у національній команді провів у її формі 3 матчі.
У 1934 році в складі національної збірної він взяв участь в чемпіонаті світу в Італії, провів дві зустрічі: відбіркову гру з мексиканцями (4-2) і матч фінального турніру проти збірної Італії (1-7). Через два роки на Олімпійських іграх 1936 року у Берліні зіграв проти збірної Італії, збірна США поступилася 0-1.
Помер 15 квітня 1993 року на 85-му році життя у місті Трентон.